# 15412 Schaefer
15412 Schaefer (1998 AU3) là một tiểu hành tinh vành đai chính được phát hiện ngày 2 tháng 1 năm 1998 bởi Spacewatch ở Kitt Peak.